# Taridius pahangensis
Taridius (Perseus) pahangensis – gatunek chrząszcza z rodziny biegaczowatych i podrodziny Lebiinae.

## Taksonomia
Gatunek opisany został w 2003 roku przez Ericha Kirschenhofera.

## Opis
Chrząszcz ten posiada pokrywy z prawie dominującą barwą żółtawą. Czarne plamki są na nich mocno zredukowane. Czarna plamka sięga międzyrzędu 5 na krótko za środkiem. Międzyrząd 8 nieco tylko przyciemniony przedśrodkowo.

## Występowanie
Gatunek ten jest endemitrm Malezji, znanym jedynie z Pahang.